# Tamminiemi
Tamminiemi (en suédois : Villa Ekudden) est située dans le quartier de Meilahti à Helsinki. Elle fut la résidence officielle du Président de Finlande de 1940 à 1981. Elle abrite actuellement le musée Urho Kekkonen.

## Architecture

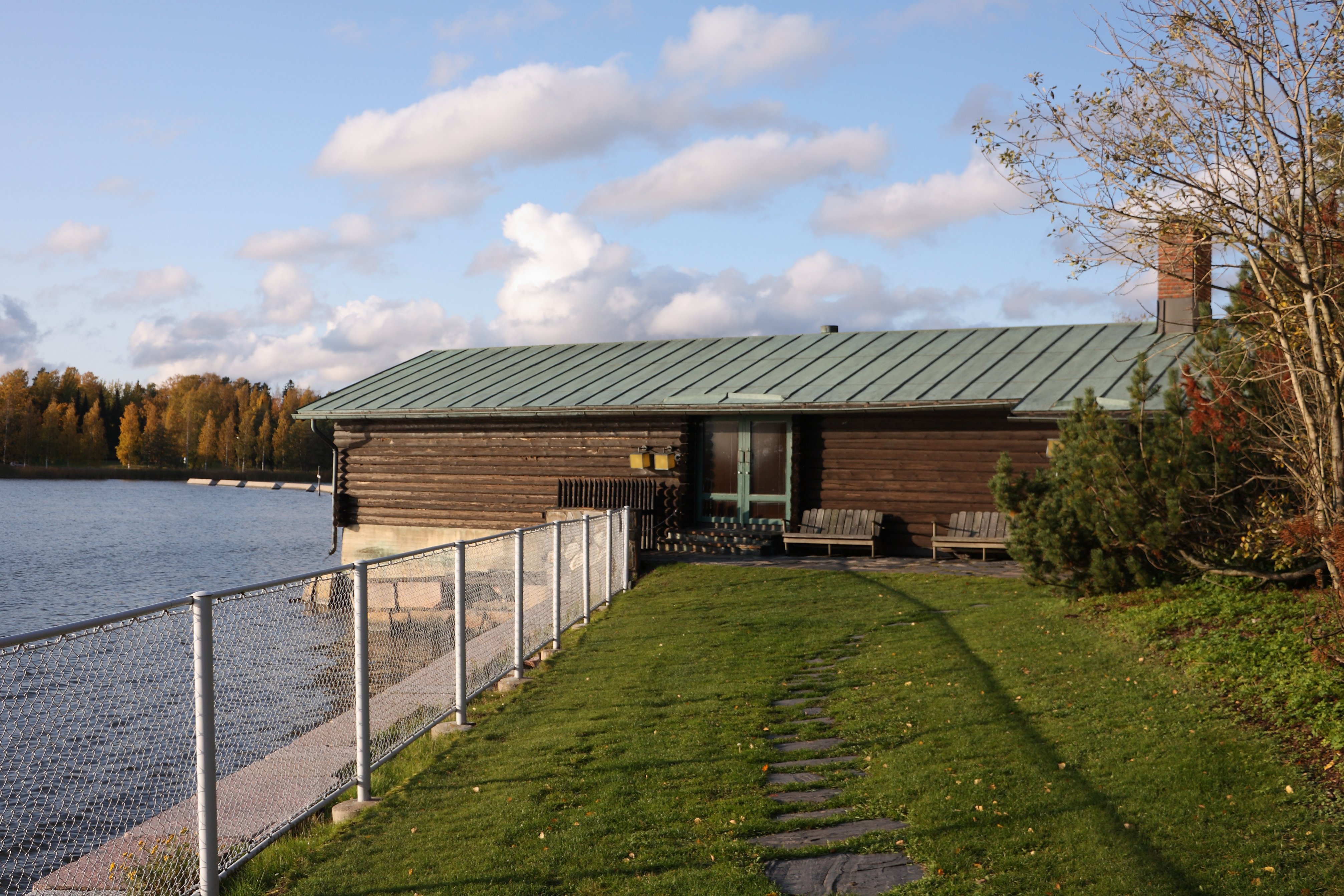
Le sauna de Tamminiemi

La résidence conçue par les architectes Sigurd Frosterus et Gustaf Strengell dans le style Art nouveau est construite en 1904 en bord de mer pour l'homme d'affaires Jörgen Nissen. Sa surface habitable est de 450 mètres carrés. 
Le sauna de Tamminiemi est connu car le Président Kekkonen y accueillait ses invités.  

## Histoire
Après plusieurs changements de propriétaire, elle est acquise en 1924 par l'éditeur et conseiller commercial Amos Anderson qui en fait cadeau au gouvernement finlandais en 1940. 
Le responsable de la défense antiaérienne d'Helsinki Väinö Karikoski décide d'y construire un abri anti-aérien en fin 1944.
Les présidents Risto Ryti et Carl Gustaf Emil Mannerheim résident à Tamminiemi. 
Le Président Juho Kusti Paasikivi préférera le Palais Présidentiel comme résidence officielle et laissa le lieu à disposition d'un membre de la famille de sa femme Alli Paasikivi.
La villa Tamminiemi est surtout associée au  Président Kekkonen qui en fait sa résidence principale pendant près de 30 ans. 
La mère du Président Emilia Kekkonen vécut ses dernières années à Tamminiemi. 
Les noms de Tamminiemi et de Kekkonen furent souvent associés. Le livre de Kekkonen paru en 1980 qui est considéré comme étant son testament politique est intitulé Tamminiemi. L'année suivante paraît un livre qui fit sensation Les Diviseurs du nid de Tamminiemi. L'ouvrage écrit par un groupe de journalistes politiques sous le pseudonyme Le club du samedi critique ouvertement la politique de pouvoir de Kekkonen.
Quand Urho Kekkonen quitte ses fonctions présidentielles en 1981, on lui donne le droit de rester à Tamminiemi qui perd son statut de résidence officielle. Après le décès de Kekkonen en 1986, Tamminiemi est transformé en musée.

## Le musée Urho Kekkonen

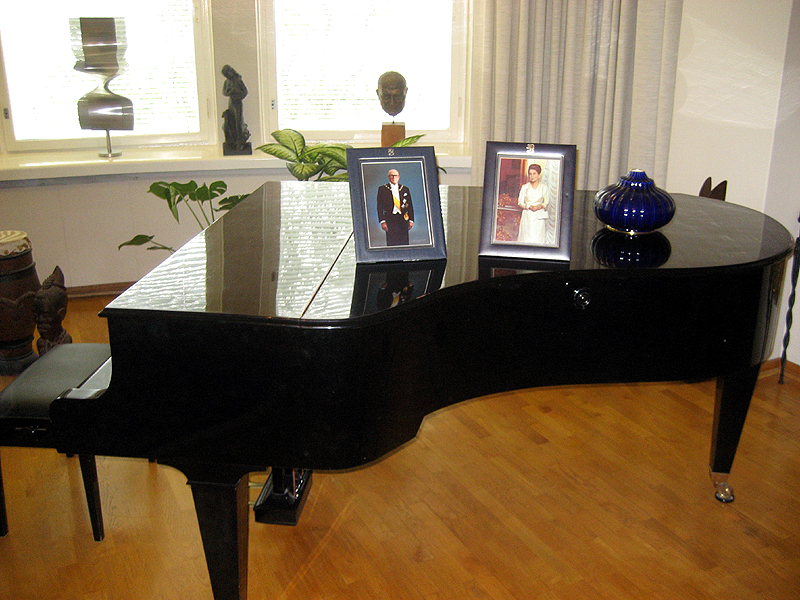
Le piano de la famille Kekkonen.

Le musée Urho Kekkonen (en finnois : Urho Kekkosen museo) est installé dans la villa de Tamminiemi. 
Le musée présente des objets ayant appartenu à Kekkonen et des objets relatifs à l'histoire de l'indépendance de la Finlande.
Le musée a été inauguré le 4 décembre 1987 en présence de Mauno Koivisto qui était le Président de la république de Finlande. 
La visite du musée est guidée.